# Antonio José de Irisarri
Antonio José de Irisarri   (Ciutat de Guatemala, 7 de febrer de 1786 - Brooklyn, 10 de juny de 1868) fou un periodista, escriptor i polític guatemalenc.
Va fer els seus estudis a Europa, i de retorn al seu país, prengué part en la revolució colonial. El 1806 va contraure matrimoni a Xile, on desenvolupà carteres del ministeri de l'Interior i relacions Exteriors, com també havia desenvolupat càrrecs més difícils, tals com la comandància de la Guardia cívica, la intendència i comandància de la ciutat de Santiago i la suprema direcció de l'Estat en la gran setmana de la revolució xilena de 1814, i després diverses missions importants en diversos països d'Amèrica i d'Europa.
Com a escriptor públic aconseguí des d'un principi merescuda fama. El 1813 fundà El semanario Republicano de Chile; el 1818, El Duende de Santiago; el 1820, a Londres, El Censor Americano; el 1828, a Guatemala, El Guatemalteco''; des de 1839 fins al 1843, a Guayaquil, La Verdad Desnuda, La Balanza i El Corre; el 1854, a Quito, La Concordia; a Pasto, El Respondon; el 1846 i 1847, a Bogotà, Nosotros, Orden y libertad i El Cristiano Errante, i el 1849, a Curaçao, El revisor, que continuà a Nova York el 1850.
A més dels nombrosos escrits inserits en aquests diaris, publicà una Historia critica del asesinato del del gran mariscal de Ayacucho; Memoria biogràfica del arzobispo Mosquera; un volum de Poesias satíricas; Cuestiones filosóficas; una novel·la de costums i diversos opuscles sobres matèries diverses. Deixà una biblioteca d'autors clàssics, reputada en el seu temps com una de les més riques d'Amèrica.
Quan morí representava prop del Govern dels Estats Units a les Repúbliques de Guatemala i d'El Salvador, sent el degà del cos diplomàtic a Washington.